# 李虹 (艺术家)
李虹（？—），女，北京人，中国职业艺术家、作家。

## 創作歷程與理念
李虹的作品《女》是以甲骨文中象形文字跪着的“女”为主线展开创作的。作品历时以十年或者更长时间来完成，每年写一个典型女性的生存状态以及她们的生命过程。书由国家出版社出版并发行。整个出书完成后，在每年的3月8日将书封存起来。
作品《女》是从2005年开始正式实施的。第一部《美丽生活》在2005年的3月日封存，采用了女性在历史中使用的缠脚布将小说缠绕并伴有玫瑰花瓣。玫瑰花瓣在最初的状态中鲜艳瑰丽，书被封以后，没有了空气，花瓣在狭小的空间渐渐地衰败以至于腐败，最后枯萎。第二部《寻找男人》在2006年的3月8日封存，采用了传统女性在婚嫁时期的红盖头为象征的红纱巾作为缠书材料并伴有玫瑰花瓣。
女性写作和阅读是思想的奔跑，是生命与拯救的问题，它彻底而完全地消除了女性生理机制的弱点，在奔跑中体现速度和平等的态度，关照死亡，与未来先行照面，使女性思想的尝试切合实际地接近自然状态。虽然写作和阅读在根本上清除不了“语言污染”以及盘根错节的父权制社会传统观念，但是在奔跑的过程中我们可以爱生命，感知生命，倾听生命，展示生命，使生命中的欢乐和疼痛，幸福和不幸，享乐和苦难一点一滴地放射出人性的光芒，从中我们可以重新认识速度是由平等的起点开始，净化语言在漫长的路途中得以再现。
但是自我解救的不彻底必然又将女性带入一个新的困惑和旧的观念，那就是女性身份。在这个意义上，我们不但没有从旧的观念中挣脱出来反而又进入我们在阅读和写作时要分裂而最终逃遁的苑囿。这是一个连环套，是一个牢不可破的铜墙铁壁。无论我们多想重申，无论我们多想表达，无论我们多想讴歌，无论我们怎样，我们在歌唱中，还是在呻吟中，我们得到的是成长中的倒退，而且成长得越快倒退的速度越凶猛。最终还将不可言状地返回到历史中。一个跪着的人永远都是《女》，你若不封存也有人替你封存，这是艺术和写作的差别，也是艺术和写作的联系，艺术要体现终极而写作和阅读旨在实践这一过程。

## 文学著作
- 诗集《玫瑰之雨》（北京广播学院出版社），1991年
- 长篇小说《美丽生活》（九州出版社），2005年
- 长篇小说《寻找男人》（文化艺术出版社），2006年
- 短诗《玻璃板下面的猫》，获得全国短诗大奖赛奖

## 艺术展览
- “首届中国当代艺术年鉴展”中华世纪坛
- “在解放与束缚之间”北京光华国际文化艺术中心
- “汉字世纪”中华世纪坛
- “间性”今日美术馆
- “妳我她”德国99画廊
- “粉色”北京四分之三画廊
- “我是谁” 纽约456画廊
- “性感权利场”  central park-switch on
- “亚洲女权主人”纽约费舍尔艺术中心
- “鞋适合你吗？”纽约哈莫博物馆
- “亚洲女性现代艺术展”北京中国美术馆
- “亚洲当代女性展”卢森堡德克里克堡画廊
- “差异的诧异”北京来得艺术中心
- “理智与情感”香港索尼画廊
- “两性平台”天津泰德博物馆
- “世纪女性”北京中国美术馆
- “98亚太现代艺术展”福州画廊，
- “96中国现代艺术展”北京国际艺苑
- “四合院开幕展”北京四合院画廊
- “95女性主义”北京中国美术馆

## 評價
著名评论家贾方舟表示：在中国当代女性艺术家中，李虹当属一位最执着，最自觉地坚守女性主义立场的艺术家。她从女性主义视角所表现出的社会关怀和人性思考，既是源自身为一个女人的个人经验，又超越于这种经验之上，这是她与大多数中国女性艺术家的不同之处。以感性的色彩和犀利的笔锋对承传了上千年的父权文化进行力所能及的清理和批判，这就是李虹作为一个叛逆者的使命感。
吕澎在《中国当代艺术史》一書寫道：李虹画中的女性发型几乎相似，不过她的作品却更为富于诗意。李虹画中的女性发型几乎相似，凌乱与张皇，人物表情是疲倦并多少有些焦虑，偶尔表现出凶恶或温情。色彩强烈，但不时从局部突出生活中奇特的故事：那都是一些女性，裸体、张皇、恐怖与嬉戏。